# Världsrekord

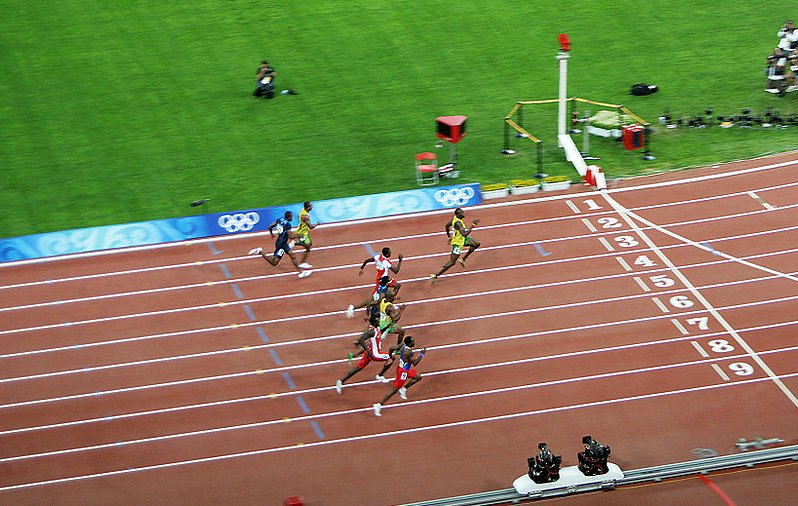
Usain Bolt, Jamaica sätter ett nytt världsrekord på 100 meter under olympiska sommarspelen 2008 i Peking.

Världsrekord kallas den bästa noterade prestationen i världen inom exempelvis en idrottsgren. Uttrycket används ofta om idrottsprestationer, men i exempelvis Guinness rekordbok och andra rekordböcker också i bredare betydelse.

## Listor över världsrekord
- Friidrottsrekord
- Svenska världsrekord i friidrott
- Världsrekord i simning
- Världsrekord i velodromcykling